# IF Allians
IF Allians war ein schwedischer Fußballverein aus Malmö. Die Mannschaft spielte eine Saison in der zweithöchsten Spielklasse des Landes.

## Geschichte
IF Allians gründete sich am 23. Juli 1931. Lange Zeit im unterklassigen Bereich der schwedischen Ligapyramide aktiv stieg der Klub im Sommer 1955 in die dritte Liga auf. Nach einem sechsten Tabellenplatz im ersten Jahr, dominierte der Klub in der folgenden Spielzeit mit 15 Saisonsiegen in 20 Drittligaspielen mit sechs Punkten Vorsprung auf Vizemeister IFK Ystad den Wettbewerb und stieg in die zweite Liga auf. In der wegen der Umstellung des Spielrhythmus von Herbst/Frühjahr auf Spielweise innerhalb eines Kalenderjahre auf anderthalb Jahre ausgedehnten Spielzeit 1957/58 war der Klub jedoch chancenlos und gewann lediglich vier seiner 33 Saisonspiele. Mit 16 Saisonpunkten trat der Verein zum Saisonende gemeinsam mit IF Saab und Kalmar AIK den Gang in die Drittklassigkeit an.
Zunächst spielte IF Allians im mittleren Tabellenbereich seiner Drittligastaffel, stieg aber 1963 an der Seite von IK Atleten aus Landskrona und BK Drott aus Helsingborg in die vierte Liga ab. Zwar regelmäßig in der vorderen Tabellenhälfte seiner Viertligastaffel platziert, dauerte es bis 1971, ehe die Mannschaft als Staffelsieger in die Aufstiegsspiele einzog. Dort setzte sie sich gegen GIF Nike durch und kehrte in das dritthöchste Spielniveau zurück. Dort hielt sich der Klub anschließend bis zum erneuten Abstieg drei Jahre. Zunächst sich erneut in der oberen Tabellenhälfte einordnend rutschte der Klub gegen Ende der 1970er Jahre in den Abstiegskampf. 1978 verabschiedete er sich als Absteiger in die Fünftklassigkeit vom höherklassigen schwedischen Fußball, eine kurze erneute Stippvisite in der vierten Liga Mitte der 1980er Jahre währte nicht lange.
Mit Wirkung zum 1. Januar 2006 fusionierte IF Allians mit LM Lilla Torg und bildete den Verein Lilla Torg FF. Der neue Klub stieg 2008 in die viertklassige Division 2 auf, aus der die Mannschaft nach zwei Spielzeiten im Herbst 2010 wieder abstieg.